# Projekt Steve
Projekt Steve – lista naukowców o imieniu Stephen lub pochodnym (np. Stephanie, Stefan, Esteban itd.), którzy popierają teorię ewolucji. Została stworzona przez National Center for Science Education jako parodia kreacjonistycznych usiłowań tworzenia list naukowców, którzy „wątpią w teorię ewolucji”, takich jak: Answers in Genesis – lista naukowców przyjmujących biblijne wyjaśnienie stworzenia według Księgi Rodzaju; czy A Scientific Dissent From Darwinism. Projekt żartuje i parodiuje takie przedsięwzięcia, gdyż, jak oświadczyła organizacja: Nie chcemy zwodzić opinii publicznej i skłaniać jej ku myśleniu, że problemy naukowe są rozstrzygane przez to, kto ma dłuższą listę naukowców!.
Nie przeczy to jednak faktowi, że lista jest prawdziwym zbiorem naukowców. Mimo limitacji tej listy do naukowców o imionach takich, jak „Steve” (co w Stanach Zjednoczonych ogranicza listę do ok. 1% populacji), zawiera ona większą liczbę naukowców niż jakakolwiek lista kreacjonistów – m.in. 115 wykładowców uniwersytetów należących do Ivy League, 22 wykładowców Uniwersytetu Cambridge, 15 Uniwersytetu Oksfordzkiego, 10 członków amerykańskiej National Academy of Sciences (w tym Stephen Hawking) i 2 laureatów nagrody Nobla (Steven Chu i Steven Weinberg). Projekt Steve zawiera więcej biologów niż analogiczne listy kreacjonistów, gdyż niemal 2/3 osób na Projekcie Steve to biolodzy.
Całkowita liczba naukowców, którzy podpisali listę, to 1476 (stan na 24 maja, 2022) zarejestrowanych nazwisk.

## Treść oświadczenia
Evolution is a vital, well-supported, unifying principle of the biological sciences, and the scientific evidence is overwhelmingly in favor of the idea that all living things share a common ancestry. Although there are legitimate debates about the patterns and processes of evolution, there is no serious scientific doubt that evolution occurred or that natural selection is a major mechanism in its occurrence. It is scientifically inappropriate and pedagogically irresponsible for creationist pseudoscience, including but not limited to "intelligent design," to be introduced into the science curricula of our nation’s public schools.

W polskim tłumaczeniu:

Teoria ewolucji jest fundamentalną, należycie uzasadnioną i jednoczącą regułą nauk biologicznych. Dowody naukowe w sposób przytłaczający potwierdzają, że wszystkie istoty żywe mają wspólne pochodzenie. Mimo że słusznie toczą się debaty na temat modelów i procesów ewolucyjnych, nie ma jednak poważnych wątpliwości natury naukowej co do tego, że ewolucja miała miejsce, a dobór naturalny jest jej zasadniczym mechanizmem. Byłoby niewłaściwe z punktu widzenia nauki, a nieodpowiedzialne z punktu widzenia pedagogiki, by do programów nauczania szkół publicznych w naszym kraju wprowadzać kreacjonistyczną pseudonaukę, zawierającą, lecz nie ograniczającą się do „inteligentnego projektu”.